# Bahnstrecke Frankfurt (Oder)–Poznań
| Streckennummer (DB): | 6155 Frankfurt–Grenze                              |                                                   |                                                   |
| Streckennummer: | 03 Grenze–Poznań                                   |                                                   |                                                   |
| Kursbuchstrecke (PKP): | 300                                                |                                                   |                                                   |
| Kursbuchstrecke: | 122c (Frankfurt (Oder) – Zbąszyń (Bentschen) 1934) |                                                   |                                                   |
| Streckenlänge: | 177,2 km                                           |                                                   |                                                   |
| Spurweite: | 1435 mm (Normalspur)                               |                                                   |                                                   |
| Stromsystem: | Oderbrücke–Poznań: 3 kV =                          |                                                   |                                                   |
| Stromsystem: | Frankfurt–Oderbrücke: 15 kV 16,7 Hz ~              |                                                   |                                                   |
| Streckengeschwindigkeit: | 160 km/h                                           |                                                   |                                                   |
| |                                                    |                                                   |                                                   |
| \| \| \| von Berlin \| \| \| \| \| von Eberswalde und Küstrin-Kietz \| \| \| \| 0,0 \| Frankfurt (Oder) \| Frankfurt (Oder) \| \| \| \| nach Cottbus \| \| \| \| \| nach Guben \| \| \| \| 3,4 \| Frankfurt (Oder) Oderbrücke \| Frankfurt (Oder) Oderbrücke \| \| \| 3,942478,098 \| Oderbrücke; Staatsgrenze Deutschland–Polen \| Oderbrücke; Staatsgrenze Deutschland–Polen \| \| \| 476,0 \| Słubice \| Słubice \| \| \| \| von Cybinka \| \| \| \| 472,9 \| Kunowice (Kunersdorf)[1] \| Kunowice (Kunersdorf)[1] \| \| \| \| Umfahrung Rzepin \| \| \| \| \| von Szczecin \| \| \| \| 460,8 \| Rzepin (Reppen) Inselbahnhof \| Rzepin (Reppen) Inselbahnhof \| \| \| \| nach Wrocław und Międzyrzecz \| \| \| \| 451,1 \| Boczów (Bottschow) \| Boczów (Bottschow) \| \| \| 443,4 \| Torzym (Sternberg) \| Torzym (Sternberg) \| \| \| 434,3 \| Drzewce (Leichholz) \| Drzewce (Leichholz) \| \| \| 427,6 \| Toporów (Topper) \| Toporów (Topper) \| \| \| \| nach Międzyrzecz \| \| \| \| 420,6 \| Bucze (Wutschdorf) \| Bucze (Wutschdorf) \| \| \| 417,8 \| Mostki (Möstchen) \| Mostki (Möstchen) \| \| \| 412,5 \| Wilkowo Świebodzińskie (Wilkau) \| Wilkowo Świebodzińskie (Wilkau) \| \| \| \| von Sulechów \| \| \| \| 407,3 \| Świebodzin (Schwiebus) \| Świebodzin (Schwiebus) \| \| \| 402,1 \| Kupienino (Koppen) \| Kupienino (Koppen) \| \| \| 396,5 \| Szczaniec (Stentsch) \| Szczaniec (Stentsch) \| \| \| \| \| \| \| \| \| Kuschten \| \| \| \| \| von Guben \| \| \| \| 385,6 \| Zbąszynek (Neu Bentschen) \| Zbąszynek (Neu Bentschen) \| \| \| \| nach Gorzów Wielkopolski \| \| \| \| \| von Gorzów Wielkopolski \| \| \| \| \| \| \| \| \| \| Staatsgrenze 1919–1939 \| \| \| \| 379,3 \| Zbąszyń (Bentschen) \| Zbąszyń (Bentschen) \| \| \| \| nach Wolsztyn und Międzychód \| \| \| \| 371,9 \| Chrośnica (Chroschnitz, Kroschnitz) \| Chrośnica (Chroschnitz, Kroschnitz) \| \| \| 367,0 \| Jastrzębsko (Friedenhorst) \| Jastrzębsko (Friedenhorst) \| \| \| 362,0 \| Nowy Tomyśl (Neu Tomischl) \| Nowy Tomyśl (Neu Tomischl) \| \| \| 356,8 \| Sątopy (Sontop) \| Sątopy (Sontop) \| \| \| 351,1 \| Porażyn (Eichenhorst) \| Porażyn (Eichenhorst) \| \| \| \| von Kościan \| \| \| \| 343,8 \| Opalenica (Opalenitza) ehem. Anschl. Schmalspurb. \| Opalenica (Opalenitza) ehem. Anschl. Schmalspurb. \| \| \| 338,6 \| Wojnowice Wielkopolskie \| Wojnowice Wielkopolskie \| \| \| 334,1 \| Buk (Buk) \| Buk (Buk) \| \| \| 329,4 \| Otusz (Otusch) \| Otusz (Otusch) \| \| \| 323,5 \| Dopiewo (Dopiewo) \| Dopiewo (Dopiewo) \| \| \| 318,3 \| Palędzie (Dombrowka) \| Palędzie (Dombrowka) \| \| \| 314,5 \| Poznań Plewiska \| Poznań Plewiska \| \| \| 311,5 \| Poznań Junikowo \| Poznań Junikowo \| \| \| 309,2 \| Poznań Górczyn (St. Lazarus) \| Poznań Górczyn (St. Lazarus) \| \| \| \| von und nach Wrocław, Ostrów, Poznań Franowo \| \| \| \| 304,7 \| Poznań Główny (Posen Zentralbf.) Inselbahnhof \| Poznań Główny (Posen Zentralbf.) Inselbahnhof \| \| \| \| nach Warszawa, Toruń, Piła und Szczecin \| \| |                                                    |                                                   |                                                   |
| Strecke |                                                    | von Berlin                                        | von Berlin                                        |
| Abzweig geradeaus und von links |                                                    | von Eberswalde und Küstrin-Kietz                  | von Eberswalde und Küstrin-Kietz                  |
| Bahnhof | 0,0                                                | Frankfurt (Oder)                                  | Frankfurt (Oder)                                  |
| Abzweig geradeaus und nach rechts |                                                    | nach Cottbus                                      | nach Cottbus                                      |
| Abzweig geradeaus und nach rechts |                                                    | nach Guben                                        | nach Guben                                        |
| Dienststation / Betriebs- oder Güterbahnhof | 3,4                                                | Frankfurt (Oder) Oderbrücke                       | Frankfurt (Oder) Oderbrücke                       |
| Grenze auf Brücke über Wasserlauf | 3,942478,098                                       | Oderbrücke; Staatsgrenze Deutschland–Polen        | Oderbrücke; Staatsgrenze Deutschland–Polen        |
| Haltepunkt / Haltestelle | 476,0                                              | Słubice                                           | Słubice                                           |
| Abzweig geradeaus und ehemals von rechts |                                                    | von Cybinka                                       | von Cybinka                                       |
| Haltepunkt / Haltestelle | 472,9                                              | Kunowice (Kunersdorf)                             | Kunowice (Kunersdorf)                             |
| Kreuzung geradeaus unten |                                                    | Umfahrung Rzepin                                  | Umfahrung Rzepin                                  |
| Abzweig geradeaus und von links |                                                    | von Szczecin                                      | von Szczecin                                      |
| Bahnhof | 460,8                                              | Rzepin (Reppen) Inselbahnhof                      | Rzepin (Reppen) Inselbahnhof                      |
| Abzweig geradeaus, nach links und nach rechts |                                                    | nach Wrocław und Międzyrzecz                      | nach Wrocław und Międzyrzecz                      |
| Bahnhof | 451,1                                              | Boczów (Bottschow)                                | Boczów (Bottschow)                                |
| Haltepunkt / Haltestelle | 443,4                                              | Torzym (Sternberg)                                | Torzym (Sternberg)                                |
| Haltepunkt / Haltestelle | 434,3                                              | Drzewce (Leichholz)                               | Drzewce (Leichholz)                               |
| Bahnhof | 427,6                                              | Toporów (Topper)                                  | Toporów (Topper)                                  |
| Abzweig geradeaus und ehemals nach links |                                                    | nach Międzyrzecz                                  | nach Międzyrzecz                                  |
| ehemaliger Haltepunkt / Haltestelle | 420,6                                              | Bucze (Wutschdorf)                                | Bucze (Wutschdorf)                                |
| Haltepunkt / Haltestelle | 417,8                                              | Mostki (Möstchen)                                 | Mostki (Möstchen)                                 |
| Haltepunkt / Haltestelle | 412,5                                              | Wilkowo Świebodzińskie (Wilkau)                   | Wilkowo Świebodzińskie (Wilkau)                   |
| Abzweig geradeaus und ehemals von rechts |                                                    | von Sulechów                                      | von Sulechów                                      |
| Bahnhof | 407,3                                              | Świebodzin (Schwiebus)                            | Świebodzin (Schwiebus)                            |
| Haltepunkt / Haltestelle | 402,1                                              | Kupienino (Koppen)                                | Kupienino (Koppen)                                |
| Bahnhof | 396,5                                              | Szczaniec (Stentsch)                              | Szczaniec (Stentsch)                              |
| Verschwenkung von links · Verschwenkung von rechts (Strecke außer Betrieb) |                                                    |                                                   |                                                   |
| Strecke · Haltepunkt / Haltestelle (Strecke außer Betrieb) |                                                    | Kuschten                                          | Kuschten                                          |
| Abzweig geradeaus und von rechts · Strecke (außer Betrieb) |                                                    | von Guben                                         | von Guben                                         |
| Bahnhof · Strecke (außer Betrieb) | 385,6                                              | Zbąszynek (Neu Bentschen)                         | Zbąszynek (Neu Bentschen)                         |
| Abzweig geradeaus und nach links · Kreuzung (Strecke geradeaus außer Betrieb) |                                                    | nach Gorzów Wielkopolski                          | nach Gorzów Wielkopolski                          |
| Strecke · Abzweig geradeaus und von links (Strecke außer Betrieb) |                                                    | von Gorzów Wielkopolski                           | von Gorzów Wielkopolski                           |
| Verschwenkung nach links · Verschwenkung nach rechts (Strecke außer Betrieb) |                                                    |                                                   |                                                   |
| Grenze |                                                    | Staatsgrenze 1919–1939                            | Staatsgrenze 1919–1939                            |
| Bahnhof | 379,3                                              | Zbąszyń (Bentschen)                               | Zbąszyń (Bentschen)                               |
| Abzweig geradeaus, nach rechts und ehemals nach links |                                                    | nach Wolsztyn und Międzychód                      | nach Wolsztyn und Międzychód                      |
| Haltepunkt / Haltestelle | 371,9                                              | Chrośnica (Chroschnitz, Kroschnitz)               | Chrośnica (Chroschnitz, Kroschnitz)               |
| Haltepunkt / Haltestelle | 367,0                                              | Jastrzębsko (Friedenhorst)                        | Jastrzębsko (Friedenhorst)                        |
| Bahnhof | 362,0                                              | Nowy Tomyśl (Neu Tomischl)                        | Nowy Tomyśl (Neu Tomischl)                        |
| Haltepunkt / Haltestelle | 356,8                                              | Sątopy (Sontop)                                   | Sątopy (Sontop)                                   |
| Haltepunkt / Haltestelle | 351,1                                              | Porażyn (Eichenhorst)                             | Porażyn (Eichenhorst)                             |
| Abzweig geradeaus und ehemals von rechts |                                                    | von Kościan                                       | von Kościan                                       |
| Bahnhof | 343,8                                              | Opalenica (Opalenitza) ehem. Anschl. Schmalspurb. | Opalenica (Opalenitza) ehem. Anschl. Schmalspurb. |
| Haltepunkt / Haltestelle | 338,6                                              | Wojnowice Wielkopolskie                           | Wojnowice Wielkopolskie                           |
| Bahnhof | 334,1                                              | Buk (Buk)                                         | Buk (Buk)                                         |
| Haltepunkt / Haltestelle | 329,4                                              | Otusz (Otusch)                                    | Otusz (Otusch)                                    |
| Haltepunkt / Haltestelle | 323,5                                              | Dopiewo (Dopiewo)                                 | Dopiewo (Dopiewo)                                 |
| Bahnhof | 318,3                                              | Palędzie (Dombrowka)                              | Palędzie (Dombrowka)                              |
| ehemaliger Haltepunkt / Haltestelle | 314,5                                              | Poznań Plewiska                                   | Poznań Plewiska                                   |
| Haltepunkt / Haltestelle | 311,5                                              | Poznań Junikowo                                   | Poznań Junikowo                                   |
| Bahnhof | 309,2                                              | Poznań Górczyn (St. Lazarus)                      | Poznań Górczyn (St. Lazarus)                      |
| Abzweig geradeaus, nach rechts und von rechts |                                                    | von und nach Wrocław, Ostrów, Poznań Franowo      | von und nach Wrocław, Ostrów, Poznań Franowo      |
| Bahnhof | 304,7                                              | Poznań Główny (Posen Zentralbf.) Inselbahnhof     | Poznań Główny (Posen Zentralbf.) Inselbahnhof     |
| Strecke |                                                    | nach Warszawa, Toruń, Piła und Szczecin           | nach Warszawa, Toruń, Piła und Szczecin           |

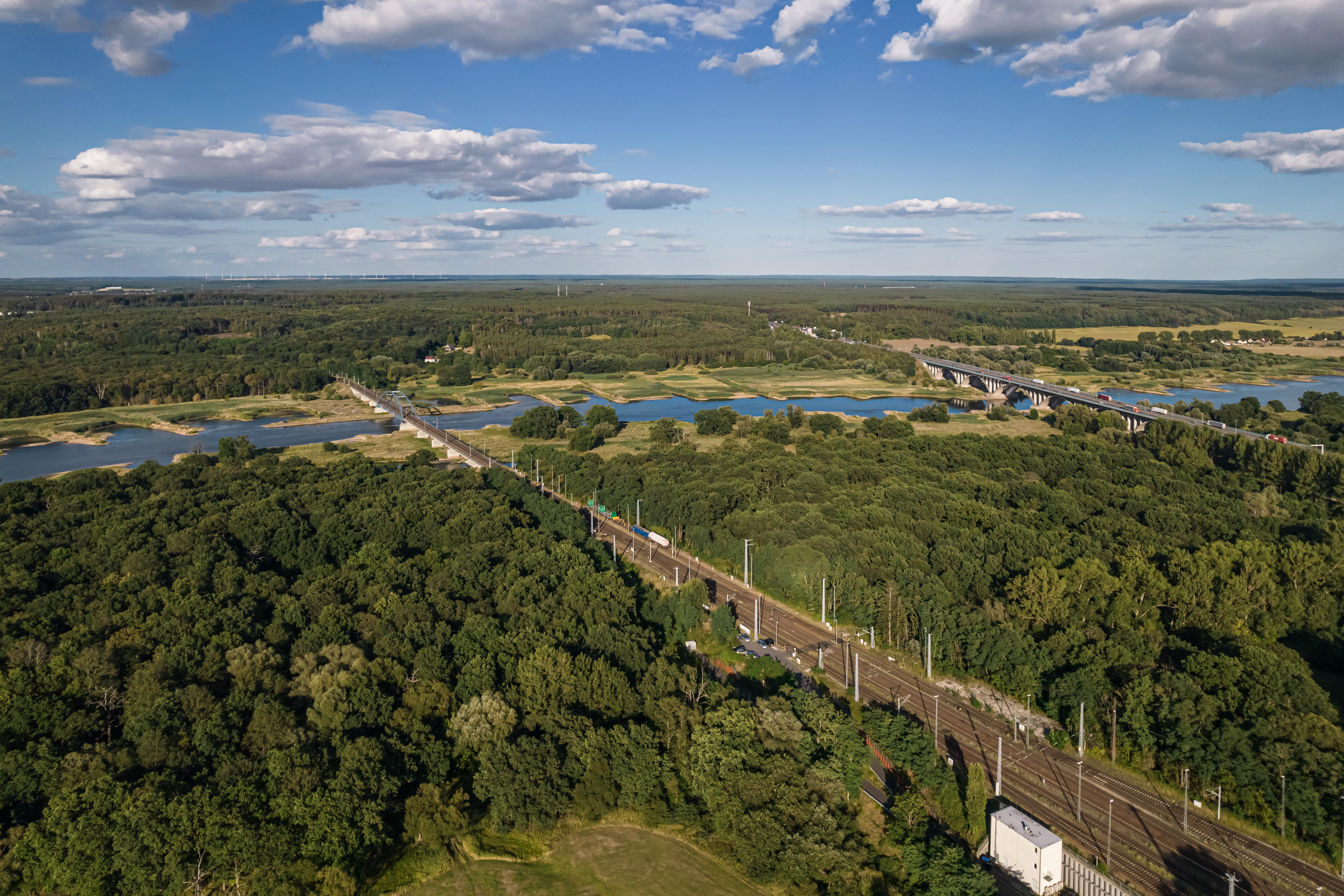
Blick auf die Bahnstrecke in Frankfurt (Oder) und die Oderbrücke Frankfurt Richtung Słubice

Die Bahnstrecke Frankfurt–Poznań ist eine Eisenbahnstrecke im Westen Polens. Ein kurzes Stück verläuft im Osten des Landes Brandenburg. Die zweigleisige, elektrifizierte Hauptbahn ist eine der wichtigsten Verbindungen zwischen Deutschland und Polen und Bestandteil des Eisenbahnkorridors zwischen den beiden Hauptstädten Berlin und Warschau.

## Verlauf
Vom weit über dem Odertal gelegenen Personenbahnhof Frankfurt (Oder) führt die Strecke zunächst im weiten Bogen Richtung Süden. Die Bahnstrecke Cottbus–Frankfurt (Oder) und die Niederschlesisch-Märkische Eisenbahn sind niveaufrei ausgefädelt angelegt, wobei nicht mehr alle Gleise benutzt werden. Die Strecke wendet sich Richtung Osten und erreicht den Betriebsbahnhof Oderbrücke. Hier ist die Systemtrennstelle zwischen deutschem Wechsel- und polnischem Gleichstromnetz.
Die Oder, in deren Mitte sich die Staatsgrenze befindet, wird auf der 2008 neu gebauten Oderbrücke überquert. Auf polnischer Seite liegt, weit außerhalb der Stadt gelegen, der nach 2000 gebaute Haltepunkt Słubice. Nach dem ehemaligen Grenzbahnhof Kunowice folgt der große Knotenbahnhof Rzepin in der Torzym-Ebene.  Vorher überqueren eine Umfahrungsstrecke und die Bahnstrecke Wrocław–Szczecin die Gleise. Rzepin ist ein Inselbahnhof, auf der Nordseite liegen die Anlagen dieser Strecke, auf der Südseite die der Strecke Breslau–Stettin. Im Osten des Bahnhofs zweigt die Bahnstrecke Wierzbno–Rzepin nach Norden ab. Die Strecke führt Richtung Osten zunächst durch hügeliges und seenreiches Gelände der Reppener Heide. Hinter Toporów fädelt die ehemalige Strecke über Łagów nach Międzyrzecz unter der Hauptbahnstrecke aus. Hinter Świebodzin, einem der wichtigsten Orte entlang der Strecke, führt sie durch flaches und waldreiches Gelände der Posener Seenplatte.
Der Bahnknotenpunkt Zbąszynek wurde in den 1920er Jahren neu als deutscher Grenzbahnhof auf freiem Feld abseits bestehender Ortschaften angelegt, nachdem die deutsche Ostgrenze infolge des Versailler Vertrags knapp westlich des Bahnknotens Zbąszyń verlief und auf deutscher Seite zunächst drei Grenzbahnhöfe für die aus Richtung Westen nach Zbąszyń führenden Strecken eingerichtet werden mussten. In Zbąszynek zweigen die Bahnstrecke Guben–Zbąszynek in Richtung Südwesten und die Bahnstrecke Guben–Zbąszynek in Richtung Nordosten ab. Zbąszyń war der polnische Grenzbahnhof in den 1920er und 1930er Jahren. Der Ostteil der Strecke hinter Opalenica führt durch flaches, waldarmes Land, das in der Umgebung von Poznań dichter besiedelt wird. Im Südwesten der Stadt bildet die Strecke einen Teil eines großen Eisenbahnkreuzes und erreicht von Südwesten kommend den Inselbahnhof Poznań Główny.

## Geschichte

### Vorgeschichte und Bau
Frankfurt (Oder) erhielt bereits 1842 Bahnanschluss. Die Niederschlesisch-Märkische Eisenbahn verband die Stadt mit Berlin und seit 1846 auch mit Breslau. In Richtung Osten erbaute die Preußische Ostbahn 1857 eine Strecke nach Küstrin und weiter über Landsberg (Warthe) nach Bromberg. Posen wiederum war seit 1848 über Stettin und seit 1856 über Breslau an das deutsche Eisenbahnnetz angebunden.
Man erhoffte sich jedoch weitere Verbindungen. Insbesondere wurde in Frankfurt als seinerzeit größter Messestadt in Nordostdeutschland Wert auf eine direkte Verbindung zu den anderen Messestädten Posen und Leipzig gelegt. Die Märkisch-Posener Eisenbahn erhielt die Konzession für eine Verbindung beider Städte, die jedoch anstelle über Frankfurt über Guben und Cottbus führen sollte. Der Staat Preußen legte jedoch Wert auf einen Abzweig aus Richtung Posen nach Frankfurt, der in Bentschen entstand. Die Verbindung von Frankfurt nach Leipzig wurde dagegen nie gebaut; der Niedergang der Frankfurter Messe wurde auch darauf zurückgeführt.
Diskussionen gab es über die Oderquerung bei Frankfurt. Da der Bahnhof Frankfurt weit über dem Odertal liegt, war eine direkte Überquerung des Flusses nicht möglich. Diskussionen gab es, ob die neue Strecke nördlich oder südlich an Frankfurt vorbeigeführt werden sollte. Auch eine Stichstrecke an das östliche Oderufer ohne Verbindung zum bestehenden Frankfurter Bahnhof war in Diskussion. Schließlich gab man der südlichen Variante den Vorzug. 1868 begannen die Bauarbeiten. Die Oder wurde mit der 444 m langen elfteiligen Oderbrücke Frankfurt überbrückt.
Umfangreiche Umbauarbeiten waren im Bahnhof Frankfurt nötig. Es entstanden östlich des Empfangsgebäudes auf dem heutigen Bahnhofsvorplatz eigene Anlagen der Märkisch-Posener-Bahn, der sogenannte Märkisch-Posener Hof mit Lokschuppen und Güteranlagen.
Am 26. Juni 1870 wurden die Strecken aus Guben und Frankfurt nach Bentschen und weiter nach Posen eröffnet. Anfänglich verkehrten drei Zugpaare. Unterwegshalte gab es in Reppen, Sternberg, Neu-Cunersdorf, Wutschdorf, Schwiebus, Stensch, Bentschen, Neu Tomischl, Eichenhorst, Opalenica, Buk, Otusz und Dombrowka.

### Bis 1918
Die Bedeutung der Strecke wuchs, als 1874 die Bahnstrecke von Stettin nach Breslau entstand, die in Reppen die Strecke nach Frankfurt kreuzte. Damit waren auch Verbindungen von Berlin in Richtung Grünberg möglich. Die Verbindung von Frankfurt nach Posen erwies sich im Verlaufe der Zeit gegenüber der von Guben als die wichtigere, und die meisten Züge nahmen diesen Weg. Bereits in den 1890er Jahren galt Frankfurt–Posen als die Stammstrecke der Märkisch-Posener Eisenbahn und Bentschen–Guben als Abzweig.
1899 wurde die Strecke, vor allem auf Drängen der Preußischen Armee (5. Division), zweigleisig ausgebaut. Beim Bau der Oderbrücke war der Platz für ein zweites Gleis bereits vorgesehen, jedoch mussten die Überbauten verstärkt werden. Im Jahre 1900 wurden die Bahnanlagen in Posen umgebaut. Statt der direkten Verbindung zwischen dem dortigen Zentralbahnhof und St. Lazarus wird die Strecke seither in der Stadt zusammen mit der Strecke nach Breslau geführt.
Die Verbindung von Posen weiter in Richtung Osten führte über die 1872 eröffnete Strecken über Gnesen und Thorn. Eine direkte Verbindung von Posen über die damalige deutsch-russische Grenze in Richtung Warschau gab es damals nicht.
1905 verkehrten von Frankfurt nach Posen drei Schnellzüge von Berlin nach Warschau, Königsberg und Eydtkuhnen nordöstlich von Königsberg an der russischen Grenze. Zwei davon hatten in Bentschen Kurswagenübergang aus Halle, Leipzig und Frankfurt (Main) über Guben. Einmal wöchentlich nutzte der Luxuszug Nord-Express die Strecke. Im Nahverkehr verkehrten täglich fünf bis sechs Zugpaare über die Strecke, weitere Halte waren in Kunersdorf, Bottschow, Topper, Koppen, Chroschnitz, Friedenshorst, Sontop, Dopiewo und St. Lazarus entstanden.

Am 28. Dezember 1915 entgleiste beim Durchfahren des Bahnhofs Bentschen (heute: Zbąszyń) aufgrund überhöhter Geschwindigkeit ein aus Berlin kommender Urlauberzug. 23 Menschen starben. 

### Zwischen den Weltkriegen

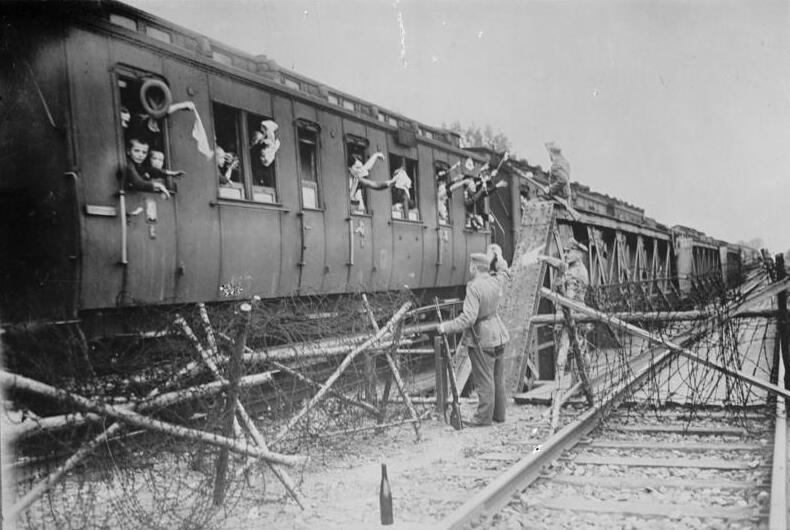
Ankunft deutscher Flüchtlinge aus Posen an der 1920 neu gezogenen Grenze bei Zbąszyń

Nach dem Ersten Weltkrieg wurde die deutsche Ostgrenze nach dem Friedensvertrag von Versailles nach Westen verschoben. Auch das Gebiet um Posen wurde im Januar 1920 polnisch. Die Grenze der Zweiten Polnischen Republik lag westlich von Bentschen, polnisch Zbąszyń. Zbąszyń wurde polnischer Grenzbahnhof, ein großes Abfertigungsgebäude entstand. Deutscher Grenzbahnhof war zunächst Stensch. Es gab jedoch noch mit den Strecken nach Guben und nach Landsberg zwei weitere von Bentschen ausgehende Strecken nach Deutschland. Um diese wieder zu verknüpfen, baute man zwischen den Strecken den neuen Bahnhof Neu Bentschen und verlegte die Strecken so, dass sie in den neuen Bahnhof eingeführt werden konnten. Die Frankfurter Strecke wurde so zwischen Stensch und Zbąszyń nach Süden verschwenkt. Die Grenzabfertigung wurde nun von Stentsch nach Neu Bentschen verlegt. Um den Bahnhof entstand der Ort Neu Bentschen mit einem Zollamt und einer Siedlung für die Bahnbediensteten, die 1930 bereits gut 1600 Einwohner aufwies. Der Bahnhof wurde im November 1925 für den Güterverkehr und am 14. August 1930 für den Personenverkehr eingeweiht.
Die Bedeutung der Strecke nahm infolge der neuen Grenze zunächst ab, obwohl 1925 auf polnischer Seite eine direkte Bahnverbindung nach Warschau entstanden war. 1929 verkehrten neben dem nun dreimal wöchentlich fahrenden Nord-Express Paris–Warschau Nachtzüge von Berlin nach Insterburg und von Paris zur damaligen sowjetischen Grenzstation Niegoreloje an der Strecke nach Moskau. Zwei Regionalzüge fuhren von Frankfurt nach Bentschen, etwa sechs Zugpaare bis Stentsch. Anfang der 1930er kam eine Tagesverbindung von Berlin nach Insterburg hinzu. Darüber hinaus nahm der Abschnitt von Frankfurt nach Reppen einen Teils des Verkehrs von Berlin nach Schlesien auf.
1937 wurde wegen der wachsenden Oderschifffahrt die Frankfurter Brücke umgebaut. Der mittlere Brückenpfeiler wurde entfernt, so dass eine 80 Meter breite Öffnung für den Schiffsverkehr entstand.
Ende Oktober 1938 sollten in der Polenaktion Tausende polnische Juden nach Polen abgeschoben werden, bevor ihnen die polnische Staatsbürgerschaft aberkannt wurde. Sie wurden aber von polnischen Grenzern abgewiesen und mussten im Niemandsland zwischen Neu-Bentschen und Zbąszyń verbleiben.
Mit Beginn des Zweiten Weltkriegs wurde der Westen Polens wieder von Deutschland besetzt. Mehrere Orte, die auch zur deutschen Zeit vor dem Ersten Weltkrieg Namen slawischen Ursprungs besaßen, bekamen neue deutsche Namen. So wurde Opalenica zu Oppenbach oder Buk zu Buchenstadt.
Zu Kriegsende wurde die Oderbrücke beim Rückzug der deutschen Wehrmacht zerstört. Anfang Februar wurden Teile der Brücke gesprengt, Anfang April wurde sie komplett zerstört.

### Von 1945 bis 1990
Nachdem bereits die Strecke Warschau–Posen auf Betreiben der sowjetischen Armeeführung auf russische Breitspur (1524 mm) umgespurt worden war, folgte bis März 1945 auch die Strecke bis zur Oder. Noch während der Kampfhandlungen begannen sowjetische Pioniere mit dem Bau einer Behelfsbrücke über den Fluss. Mehrere Monate im Jahr 1945 war auch ein Gleis der weiterführenden Strecke nach Berlin auf Breitspur umgebaut.
Durch die Etablierung der Oder-Neiße-Grenze als Kriegsfolge kam auch das Gebiet östlich von Frankfurt (Oder) unter polnische Verwaltung.
1947 wurde eine neue Brücke gebaut, die 1952 erneuert und mit einem zweigleisigen Überbau versehen wurde. Über die Strecke verkehrte ein Gutteil der sogenannten Kolonnenzüge, mit denen bis Anfang 1954 Reparationsleistungen an die Sowjetunion abtransportiert wurden.
Die Güteranlagen in Frankfurt erwiesen sich als zu klein, zumal auch die Grenzabfertigung durchgeführt werden musste. 1950 begannen die Bauarbeiten für den neuen Bahnhof Oderbrücke für den grenzüberschreitenden Güterverkehr. Am 23. Mai 1954 wurde der Bahnhof eröffnet. Dort wechselt seitdem die Betriebsführung zwischen den Bahngesellschaften, auch der Lokwechsel der Güterzüge findet dort statt.
Grenzbahnhöfe im Personenverkehr waren der Personenbahnhof in Frankfurt auf DDR- und Kunowice auf polnischer Seite. In Kunowice entstand ein neues, repräsentatives Empfangsgebäude. Auch der nahegelegene Knotenbahnhof Rzepin wurde erweitert und erhielt einen weit westlich der anderen Bahnsteige gelegenen Bahnsteig zur Abfertigung internationaler Reisezüge.
Von Juni 1973 an wurden testweise zwei Schnellzugpaare ohne Lokwechsel an der Grenze von Berlin nach Warschau geführt. Die Loks waren mit Personal der Bahnverwaltung besetzt, der die Loks gehörten. Auf dem jeweils ausländischem Streckenabschnitt fuhr ein einheimischer Lotse mit auf der Lokomotive. Diese Praxis bewährte sich und wurde erst nach 1980 mit dem Erstarken der polnischen Solidarność und der darauffolgenden Abschottungspolitik der DDR gegenüber Polen eingestellt. Anders als an anderen Grenzübergängen zwischen der DDR und Polen gab es ab 1981 auf der Strecke dadurch kaum Auswirkungen auf das Zugangebot. Dies liegt vor allem daran, dass die Mehrzahl der Züge nicht nur zwischen der DDR und Polen, sondern weiter in die Sowjetunion und andere Staaten fuhr. Darunter waren Züge von Berlin nach Moskau und Leningrad und der Ost-West-Express Paris–Moskau. Dieser Zug wurde zwischen Berlin und Warschau wegen der großen Zuglänge mehrere Jahre in verschiedene kurz hintereinander fahrende Züge geteilt. So verkehrten in der Sommersaison kurz hintereinander der Hoek-Warszawa-Express von Hoek van Holland, der eigentliche Ost-West-Express und ein Zug Aachen–Brest. Mit diesen Zügen wurde auch eine der beiden Tagesverbindungen von Berlin nach Warschau hergestellt; daneben gab es einen Nachtzug, teilweise auch mit Verstärkern. Polnische Nahverkehrszüge verkehrten nur ab Rzepin bzw. Kunowice, nicht über die Grenze.
In den 1980er Jahren wurde die Strecke in mehreren Etappen elektrifiziert. Im Dezember 1979 wurde der elektrische Betrieb zwischen Poznań und Zbąszyń aufgenommen. Juni 1983 folgte der Abschnitt bis Szczaniec und im Mai 1984 bis Rzepin. Im Dezember des gleichen Jahres entstand eine Verbindungskurve entlang der Bahnstrecke Wrocław–Szczecin vorbei am Bahnhof Rzepin, der dadurch entlastet wurde. 1988 wurde das Teilstück der Strecke von Rzepin über die Grenze bis in den Bahnhof Oderbrücke elektrifiziert. Die Fahrleitung im Bahnhof wurde mit dem polnischen Gleichstromsystem versorgt, die sonstigen technischen Parameter entsprachen aber den Richtlinien der Deutschen Reichsbahn.

### Entwicklung nach 1990

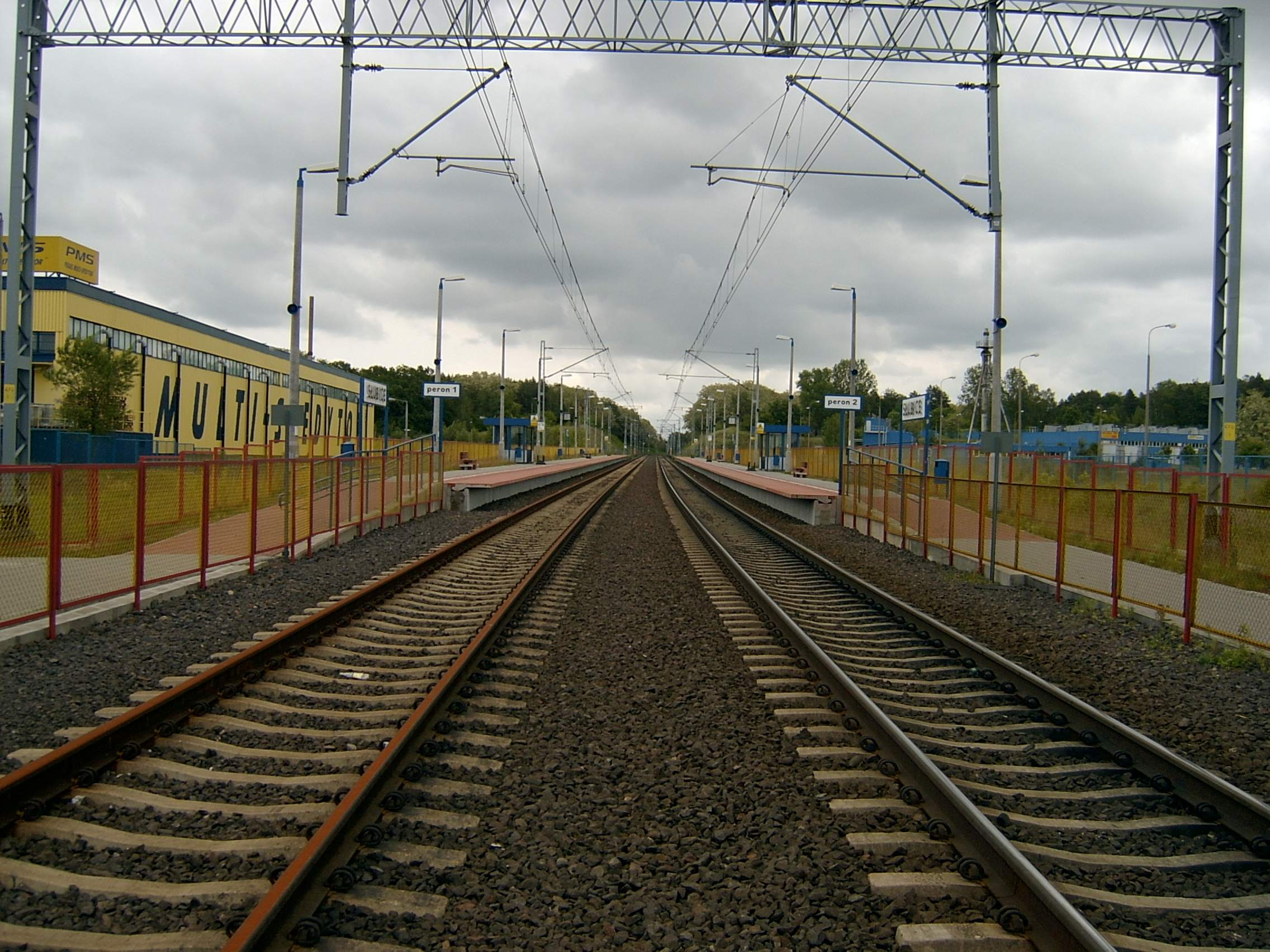
Der neue Haltepunkt Słubice

Im Dezember 1990 wurde Frankfurt (Oder) von Berlin aus ans Wechselstromnetz der Deutschen Reichsbahn angeschlossen. Dabei entstand im Bahnhof Oderbrücke die Trennstelle zwischen polnischem Gleich- und deutschem Wechselstromnetz. Wegen des ansteigenden Geländes sind etwa zwei Drittel der Gleislänge im Bahnhof mit Gleich- und ein Drittel mit Wechselstrom überspannt.
Seit der zweiten Hälfte der 1990er Jahre wird die Strecke als Teilstück der internationalen Eisenbahnmagistrale E 10 Berlin–Moskau und des Paneuropäischen Verkehrskorridors II schrittweise mit Mitteln der Europäischen Union ausgebaut. Auf polnischer Seite ist der Ausbau mittlerweile zu großen Teilen beendet worden. Der größte Teil der Strecke (die Abschnitte Poznań Górczyn–Zbąszyń, Szczaniec–Rzepin) ist mit einer Geschwindigkeit von 160 km/h befahrbar. Fast alle Bahnhöfe und Haltepunkte wurden erneuert. Seit 2002 werden die Euro-City-Züge als Berlin-Warszawa-Express bezeichnet. Im Rahmen des Ausbauprojektes entstand 2003 ein neuer Haltepunkt in Słubice; der Haltepunkt in Bucze wurde im Jahr 2000 geschlossen.
Anfang des Jahres 2008 ging ein elektronisches Stellwerk für den Bahnhof Oderbrücke in Betrieb. Im gleichen Jahr wurde zudem die Brücke über die Oder erneuert. Dazu erfolgte zunächst die Herstellung der neuen Brückenteile in mehreren Bauphasen neben der noch in Betrieb befindlichen Brücke. Während einer Totalsperrung zwischen Mitte Oktober und Mitte Dezember 2008 wurde die alte Brücke zurückgebaut und die neuen Brückenteile eingeschoben.

## Zugangebot 2012 und 2023
Ungeachtet des bisherigen Ausbaus ist das internationale Zugangebot im Personenverkehr relativ gering. Um 2012 verkehrten täglich bis zu vier Eurocity-Züge zwischen Berlin Hauptbahnhof und Warszawa Wschodnia bzw. seit 2012 auch in  Richtung Gdynia. Hinzu kamen Züge nach Russland und in die Ukraine. Im grenzüberschreitenden Regionalverkehr verkehrten täglich drei Züge von Frankfurt. Im innerpolnischen Verkehr kommen auf dem Abschnitt zwischen Zbąszynek und Poznań noch vier Züge aus Richtung Zielona Góra hinzu, dazu einige Regionalzüge. Lokwechsel finden bei den internationalen Reisezügen in Rzepin statt; von Berlin nach Rzepin fahren die Züge überwiegend mit Mehrsystemloks oder gelegentlich mit Diesellokomotiven.

2023 verkehren werktags 6 EC-Zugpaare Berlin – Warschau und ein Zugpaar Berlin – Gdynia. Zwei weitere EC-Zugpaare  nutzen die Strecke von Frankfurt (Oder) bis Rzepin und führen dann weiter über Breslau nach Przemysl bzw. als Nachtzug bis Graz und Budapest. Zusammen mit drei Regionalzug-Paaren wird die Oderbrücke von 12 Personenzugpaaren täglich gequert, sowie den Güterzügen. Weiter östlich verkehren im Jahr 2023 werktags 7 Nahverkehrszugpaare zwischen Rzepin und Zbaszynek sowie 14 zwischen Zbaszynek und Posen neben den 7 EC und den Güterzügen.